# Mariusz Śrutwa
Mariusz Śrutwa (* 15. Juli 1971 in Bytom) ist ein ehemaliger polnischer Fußballspieler.

## Vereinskarriere
Mariusz Śrutwa erlernte das Fußballspielen bei Polonia Bytom. Wo er von 1989 bis 1991 in der 2. polnischen Liga spielte. 1991 wechselte zu Ruch Chorzów. Hier spielte er bis 1999, bevor er für zwei Saisons zu Legia Warschau wechselte. Allerdings schaffte er bei den Hauptstädtern nie den großen Durchbruch und kehrte Ende 2000 zu Ruch Chorzów zurück, wo er noch bis 2006 spielte. Von 2006 bis 2007 spielte er Futsal für Clearex Chorzów. 2007 spielte er kurze Zeit für Rozwój Katowice in der 3. polnischen Liga. Insgesamt absolvierte Mariusz Śrutwa 281 Spiele in der polnischen Ekstraklasa und erzielte 103 Tore. Insgesamt absolvierte er für Ruch Chorzów in allen Wettbewerben (1. Liga, 2. Liga, Pokal, UI-Cup, UEFA-Cup usw.) über 400 Spiele und erzielte 163 Tore. In Schlesien gilt er als Fußballerlegende.

## Nationalmannschaft
Für Polen bestritt er zwischen 1996 und 1998 insgesamt fünf Länderspiele.

## Erfolge
- Polnischer Pokalsieger (1996)
- Torschützenkönig der Polnischen Liga (1998)
- Torschützenkönig der 2. Polnischen Liga (1996)

| Personendaten    | Personendaten             |
| ---------------- | ------------------------- |
| NAME             | Śrutwa, Mariusz           |
| KURZBESCHREIBUNG | polnischer Fußballspieler |
| GEBURTSDATUM     | 15. Juli 1971             |
| GEBURTSORT       | Bytom, Polen              |